# Жан-Франсоа Льо Гонидек
Жан-Франсоа Льо Гонидек (на френски: Jean-François Le Gonidec) е френски езиковед.
Роден е на 4 септември 1775 година в Конке, Бретан, в семейство от дребната аристокрация. От 1787 година учи в колеж в Трегие, а през 1792 година се включва в роялисткото въстание Шуанри. След това е държавен служител, като в свободното си време се заема със стандартизацията на бретонската граматика, въвежда опростен бретонски правопис, съставя речник на бретонския език и прави първия превод на бретонски на Новия завет.
Жан-Франсоа Льо Гонидек умира на 12 октомври 1838 година в Париж.